# Emeka Opara
Emeka Opara est un footballeur né le 2 décembre 1984 dans l'État d'Imo (Nigeria).

## Biographie
Il fait 1,86 m pour 75 kg et joue à Kaiserslautern, en Allemagne.
Formé à la Pepsi Football Academy, il a joué 4 ans dans son pays natal avant de rejoindre en 2004 l'Étoile sportive du Sahel.
Arrivé en fin de contrat chez le champion de Tunisie 2007, il signe pour 2 ans et demi en Bundesliga 2, au Kaiserslautern.
En juillet 2008, il revient en Tunisie pour retrouver son ancien club l'Étoile sportive du Sahel.

## Clubs
- Formé à la Pepsi Football Academy ( Nigeria)
- 2000 : Enyimba FC ( Nigeria)
- 2001-2003 : Enugu Rangers ( Nigeria)
- jan 2004-déc 2006 : Étoile sportive du Sahel ( Tunisie)
- jan 2007-2008 : Kaiserslautern ( Allemagne)
- 2008-2009 : Étoile sportive du Sahel ( Tunisie)
- jan 2010- .... : FK Xəzər Lənkəran ( Azerbaïdjan)

## Palmarès
- Vainqueur du Championnat de Tunisie : 2006-07.
- Coupe de la CAF : 2006.
- Finale de la Ligue des Champions d'Afrique : 2004 et 2005.
- Finaliste de la Supercoupe d'Afrique: 2006.
- Coupe de la Ligue : 2005.
- International olympique

## Distinctions personnelles
- Meilleur buteur de l'Etoile Sportive de Sahel, dans les compétitions africaines, de tous les temps: 22 buts.
- Meilleur buteur de Coupe de la CAF 2006 (8 buts)